# Goldie Gold
Goldie Gold (no original: Goldie Gold and Action Jack) foi um desenho animado norte-americano dos anos 80, produzido pela Ruby Spears. Exibido no Brasil entre 1983 e 1984, no programa Clube da Criança, na extinta TV Manchete.
Mostrava as aventuras duma agente secreta junto com seu parceiro Action Jack. Goldie é uma jovem loira rica, inteligente, apta em vários esportes, treinada em técnicas de espionagem e artes marciais, além de ser munida de vários aparatos tecnológicos (como um carro que se convertia em veículo aéreo a jato).
Action Jack era um alguém que sempre se envolvia em perigos, quase nunca fazia algo útil. Goldie tinha que salvá-lo muitas vezes. Ela era a verdadeira heroína e Jack estava mais para uma damsel in distress (dama em perigo). É aqui, neste aspecto, que encontra-se o grande diferencial deste desenho: uma inversão no estereótipo do herói masculino forte que salva a vítima, mulher, indefesa.